# Prkos Ivanićki
 Prkos Ivanićki  falu Horvátországban Zágráb megyében. Közigazgatásilag Ivanić-Gradhoz tartozik.

## Fekvése
Zágrábtól 38 km-re délkeletre, községközpontjától  4 km-re keletre, a Csázma felé vezető főút mellett fekszik. 

## Története
1857-ben 64, 1910-ben 177 lakosa volt. Trianonig Belovár-Kőrös vármegye Križi járásához tartozott. 
A településnek 2001-ben 299 lakosa volt. 

## Lakosság
| Lakosság változása | Lakosság változása | Lakosság változása | Lakosság változása | Lakosság változása | Lakosság változása | Lakosság változása | Lakosság változása | Lakosság változása | Lakosság változása | Lakosság változása | Lakosság változása | Lakosság változása | Lakosság változása | Lakosság változása |
| ------------------ | ------------------ | ------------------ | ------------------ | ------------------ | ------------------ | ------------------ | ------------------ | ------------------ | ------------------ | ------------------ | ------------------ | ------------------ | ------------------ | ------------------ |
| 1857               | 1869               | 1880               | 1890               | 1900               | 1910               | 1921               | 1931               | 1948               | 1953               | 1961               | 1971               | 1981               | 1991               | 2001               |
| 64                 | 64                 | 65                 | 138                | 160                | 177                | 152                | 162                | 255                | 147                | 169                | 159                | 298                | 310                | 299                |

## Külső hivatkozások
Ivanić-Grad hivatalos oldala